# Oxychilidae
Oxychilidae vormen een familie van slakken uit de orde van de land-longslakken (Stylommatophora).

## Taxonomie
De volgende taxa zijn bij de familie ingedeeld:
- Ondergeslacht Daudebardiinae Kobelt, 1906
  - Carpathica A. J. Wagner 1895
  - Cibania A. J. Wagner 1914
  - Daudebardia Hartmann, 1821
- Ondergeslacht Godwiniinae Cooke, 1921
  - Aegopinella Lindholm, 1927 – Blinkslakken
  - Nesovitrea C. M. Cooke, 1921
  - Retinella P. Fischer, 1877
- Ondergeslacht Oxychilinae Hesse, 1927
  - Cellariopsis A. J. Wagner 1914
  - Eopolita Pollonera 1916
  - Mediterranea Clessin 1880
  - Morlina A. J. Wagner 1914
  - Oxychilus Fitzinger, 1833 – Glansslakken
  - Schistophallus A. J. Wagner 1914